# Свято-Троїцький кафедральний собор (Черкаси)
Свя́то-Тро́їцький кафедральний собор — один з храмів міста Черкаси, головний кафедральний собор Черкаської єпархії Православної церкви України.

## Історія

### Перший храм
Перша козацька церква була збудована у 1670-х роках на території старого черкаського Подолу. Вона була дерев'яною. Зведення розпочалось 1671 року за благословення тодішнього київського митрополита Йосипа Нелюбовича-Тукальського, він же її і освятив. Будівля мала гострі бані, схожі на мінарети, та видовжені вікна і мала османський стиль. Храм простояв довгий час, допоки сам не почав руйнуватись.

### Другий храм
На місці старого храму 1745 року збудували новий, також дерев'яний, у бароковому стилі. Церква була головною у місті, вона володіла землями та мала заможних міщан із Митниці у своїй парафії. У першій чверті 19 століття значення церкви меншає, заможне українське населення переселялось із Подолу на високу місцевість, Митниця заселялась євреями. Із середини 19 століття храм почав саморуйнуватись.

### Третій храм
1861 року було асигновано будівництво нової церкви вже на пагорбі. Кошти були витрачені у розмірі близько 6 тисяч карбованців сріблом (4 тисячі із міської казни та 2 тисячі — пожертвування). 1864 року храм був освячений митрополитом Київським Арсенієм. Церква отримала наділ у 76 десятин землі на Митниці та щорічне фінансування у 345 карбованців з міського бюджету. Невдовзі при ній була відкрита парафіяльна двокласна школа. На подвір'ї церкви був цвинтар, на якому ховали священиків. 1933 року церква була пограбована та понівечена, а невдовзі і закрита. Службу було відновлено у період німецької окупації у роки Другої світової війни 1941 року. Настоятель отець Василій допомагав сиротам та партизанам, після окупації церковна громада допомагала місцевим шпиталям, утримували обслугу лазарету. За це радянська влада спочатку звинуватила священика у співпраці з нацистами, але після з'ясування усіх обставин представила навіть до урядової нагороди. Церква працювала, однак тиск з боку влади на неї був величезний. Головним аргументом для закриття слугувало потурання пияцтву, адже церква мала 3 престоли, отже і храмів було 3. Для вивчення ситуації на місці до Черкас був відправлений Фролов, уповноважений у справах Руської Православної церкви при Раді міністрів СРСР у Київській області. Після його доповіді храм ще деякий час пропрацював, але 1956 року все ж таки був закритий. Будівлю передали міському спортивному товариству, а церковну громаду зняли з реєстрації як таку, що не має власного приміщення. Дорогоцінні предмети були передані на користь держави, ікони спалили, хрести з куполів зняли. 1961 року будівлю взагалі було зруйновано за допомогою вибухівки, адже на її місці планувалось звести сучасний Пагорб Слави.

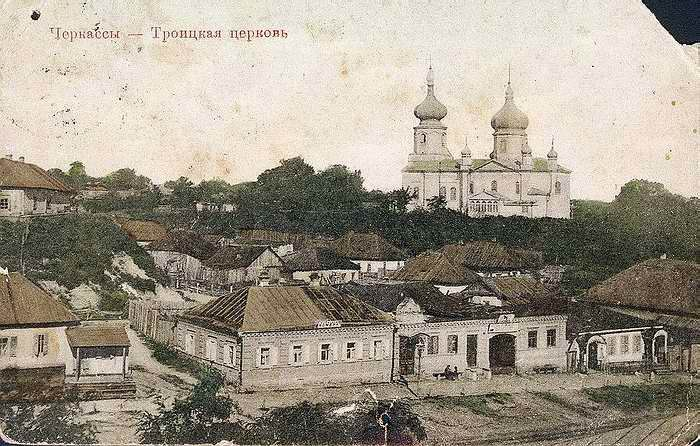
Вигляд з боку Митниці
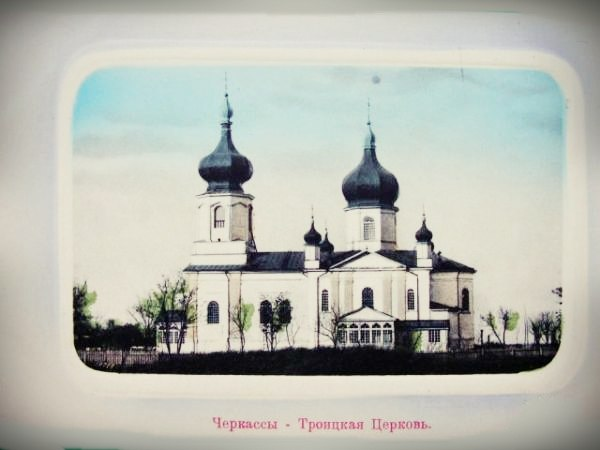
Вигляд з півдня
Храм 1956 року

### Четвертий храм
Сучасна будівля церкви зводилась у 1980-их роках і була освячена 1991 року. 2006 до собору передано частинку мощей Великомучениці Варвари. 2012 року владика Климент подарував собору ікону Святого Луки із часточками мощей.

## Собор у культурі

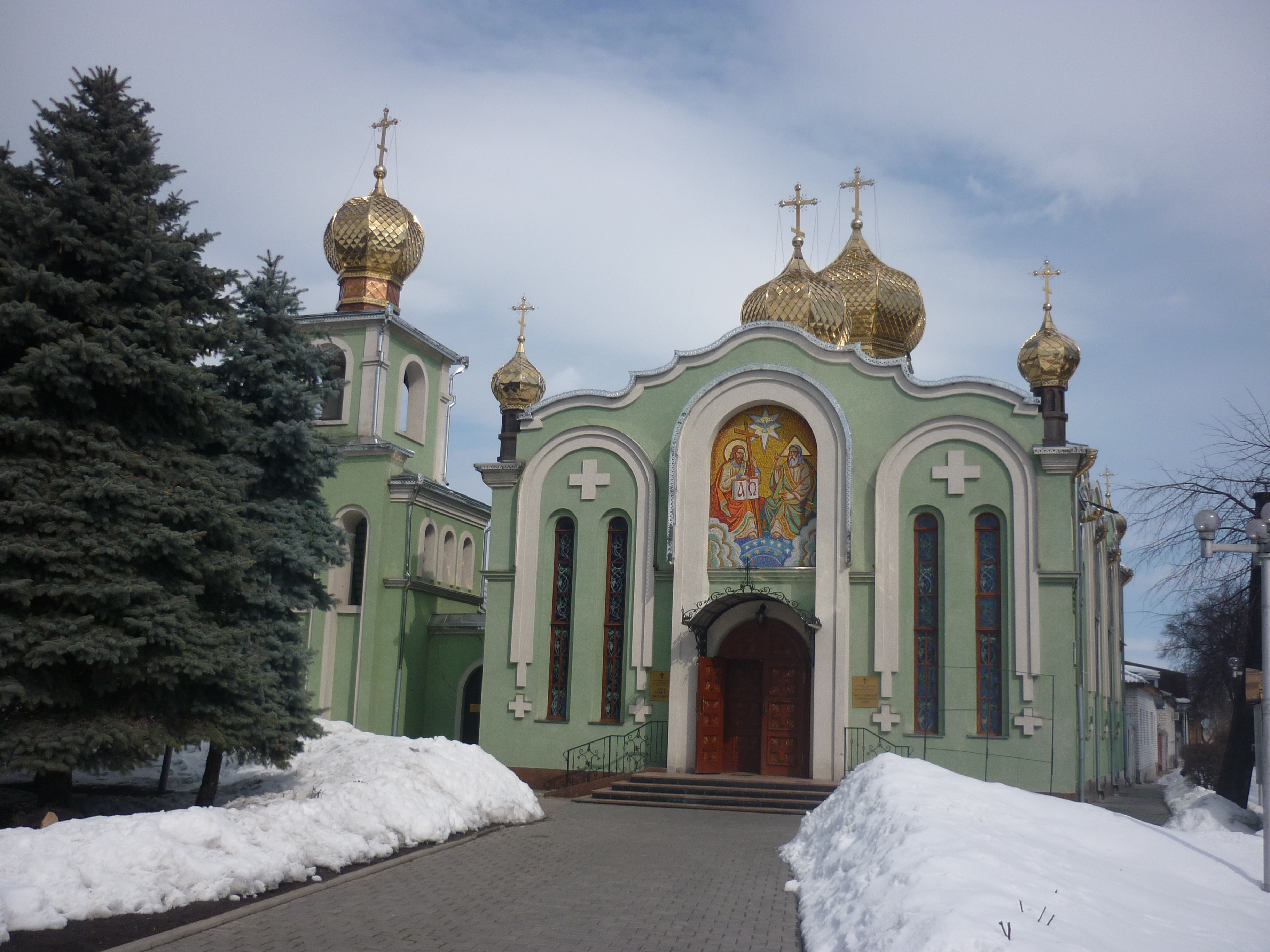
Собор взимку

Черкаський письменник Олександр Лебеденко у своїй повісті «Перша Міністерська» дав опис старої церкви:

| Церква Святої Трійці стоїть одноосібно на високому мисі, показуючи усьому горбатовському[2] Придніпров'ю різьблену огорожу… Від міста до церкви веде курний, хоч і мощений камінням шлях, а біля огорожі ліворуч та праворуч збігають униз рівчасті розкуйовджені провулки, якими навесні бурлять потоки і, які взимку вкриті кучугурами в сажню. Борти у церковного пагорбу рівні, неначе хто їх ножем зрізав з трьох сторін і цупким дерном укріпив круті, показні схили. У підніжжі кільцем - хащі терену і будяків, щоб нікому не заманулося лазити церковними схилами. Нижній паркан ледве встигає за поворотами й рівчаками, він прогнив, позеленів і покосився під тягарем зелені бузини, ґлоду і перського бузку. |
Про церкву писав у своєму звіті уповноважений у справах Руської Православної церкви при Раді міністрів СРСР у Київській області Фролов:

| Троїцька церква розміщена на крутому високому схилі, на окремій, ізольованій від інших садибі. Звідси на навколишню місцевість відкривається дуже живописний краєвид. На низинному березі розмістилося як на долоні старе місто, що омивається водами сивого Дніпра. Увечері важко розрізнити труби низеньких будівель від труб пароходів, що проходять рікою. Таке враження, ніби нижнє місто пливе… |